# Woodbine (Kansas)
Woodbine es una ciudad ubicada en el condado de Dickinson en el estado estadounidense de Kansas. En el año 2010 tenía una población de 170 habitantes y una densidad poblacional de 656.4 personas por km².

## Geografía
Woodbine se encuentra ubicada en las coordenadas 38°47′44″N 96°57′36″O / 38.79556, -96.96000.

## Demografía
Según la Oficina del Censo en 2010 los ingresos medios por hogar en la localidad eran de $41,667 y los ingresos medios por familia eran $47,500. Los hombres tenían unos ingresos medios de $25,313 frente a los $20,625 para las mujeres. La renta per cápita para la localidad era de $23,159. Alrededor del 16.4% de la población estaban por debajo del umbral de pobreza.